# Флоридский чёрный волк
Флоридский чёрный волк (лат. Canis lupus floridanus) — вымерший подвид волка, который жил во Флориде. Вымер в 1934 году из-за вытеснения из среды обитания и охоты.

## Спор о виде
Как подвид волка, в своё время этот вид был предложен некоторыми авторами, предположившими, что изменение окраски красного волка привело к созданию флоридского чёрного волка. Красноцветный вид, известный как флоридский красный волк, когда-то тоже обитал во Флориде, хотя он также вымер в 1921 году. Один автор[кто?] полагал, что обе разновидности, вместо того чтобы быть подвидами красного волка, на самом деле были разновидностью койота.